# Copperton (Südafrika)
Copperton ist ein ehemaliger Bergbauort im Distrikt Pixley ka Seme in der südafrikanischen Provinz Northern Cape. Er liegt im Zentrum der Provinz und in einer Region, die nur sehr dünn besiedelt ist.

## Geographie
Copperton befindet sich auf dem Territorium der Lokalgemeinde Siyathemba. Südwestlich der Siedlung liegen aufgelassene Abbaustellen eines historischen Bergbaus (Copperton  Mine). Die Siedlung liegt in der Großen Karoo.
Eigenständige (main place) Nachbarorte sind nordöstlich Prieska und Van Wyksvlei im Südwesten.

## Bevölkerung
Gemäß der Volkszählung von 2011 lebten hier 57 Personen in 33 Haushalten auf 70,55 km². Davon waren 88 % weiß, 11 % Coloureds und 1,8 % schwarz. Als Hauptsprache gaben 96,4 % Afrikaans, 1,8 % Setswana und 1,8 % Englisch an.

## Geschichte
Hier gab es seit 1970 Bergbauaktivitäten auf Kupfer- und Zinkerze, die vor dem Jahr 2000 endeten. Zeitweilig lebten hier bis zu 3000 Personen, deren Erwerbsgrundlage der Bergbau war. Inzwischen sind Copperton und seine angeschlossene Bergbausiedlung weitgehend verfallen, weil der Erzabbau eingestellt wurde. Nur wenige Gebäude werden von Denel genutzt, weil sich in der Nähe das Testgelände Alkantpan Test Range befindet.

## Wirtschaft
Einwohner des Ortes gibt es vor allem wegen des nahen Testgeländes Alkantpan von Armscor. Hier werden seit längerer Zeit ballistische Waffensysteme mit einer Reichweite von bis zu 55 Kilometern getestet.
Nutzer der Alkantpan Test Range waren und sind, neben den alten und neuen südafrikanischen Streitkräften, der Staat Singapur sowie die Bundeswehr und die deutschen Firmen Diehl Defence (BGT) aus Überlingen und Rheinmetall, ferner das italienische Unternehmen Oto Melara (heute Leonardo S.p.A.) und das niederländische wehrtechnische Beschaffungsamt Defence Materiel Organisation (DMO). Zum Test kommen hier deutsche und südafrikanische Munitionsarten für inländische Aufträge oder ausländische Interessenten. Für den Bedarf der südafrikanischen Streitkräfte sind hier hauptsächlich Rheinmetall Denel Munition, Denel (Dynamics, Land Systems und Pretoria Metal Pressings), BAE Systems, Reutech Fuchs und das Council for Scientific and Industrial Research aktiv. Hier wurden Tests mit der Panzerhaubitze 2000 unternommen.
In der Umgebung von Copperton wurden Windkraftanlagen und photovoltaische Solaranlagen errichtet oder befinden sich im Bau. Diese erhalten durch das Regierungsprogramm REIPPPP Unterstützung. Das sind:
- Copperton Windfarm[11]
- Garob Wind Farm[12]
- Mulilo Renewable Energy Solar PV Prieska[13]
- Mulilo Sonnedix Prieska PV[14]

## Verkehr
Eine Landstraße führt von der Regionalstraße R357 zur Siedlung. Ursprünglich gab es hier eine Eisenbahnstrecke aus Richtung Prieska, an der Copperton einen Haltepunkt hatte.
Es gibt hier eine Landepiste für Flugzeuge mit der Bezeichnung Alkantpan. Sie wird von der South African Air Force zu Transportzwecken von und zur Alkantpan Test Range genutzt.